# Brunello di Montalcino

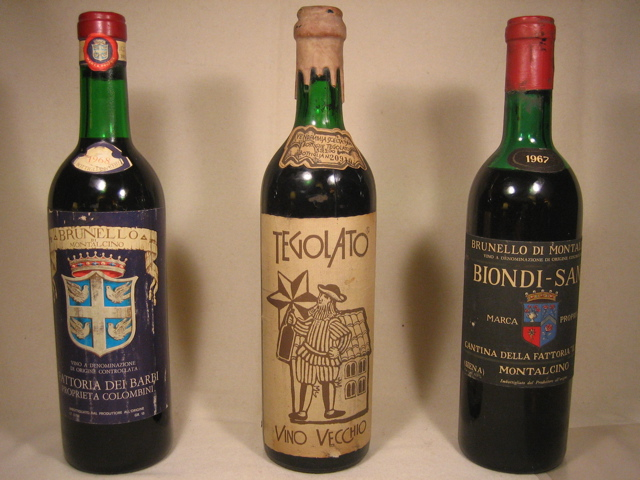
Brunello et Tegolato

Le Brunello di Montalcino est un vin rouge d'Italie produit dans la région de Montalcino, ville de  la province de Sienne. Il est produit sous l'appellation DOCG.
Brunello est le nom d'une variante du cépage Sangiovese, à ne pas confondre avec la commune de Brunello dans la région de Toscane en Italie.

## Histoire du Brunello di Montalcino
Bien que le Brunello di Montalcino moderne soit une création de la famille Biondi Santi, la vocation du terroir de Montalcino de produire des crus de grande qualité est connue depuis plusieurs siècles. Déjà au Moyen Âge, les lois communales régissaient la date de début des vendanges et, même durant le siège de 1553, le vin ne manquait jamais. D’après Leandro Alberti (1550-1631),  Montalcino était  « souvent cité à cause des bons vins que l’on produit sur ces belles collines » (italien : molto nominato per li buoni vini che si cavano da quelli ameni colli.). Le fonctionnaire grand-ducal Bartolomeo Gherardini signala, à l’occasion de sa visite à Montalcino entre 1676 et 1677, que l’on produisait 6050 « some » de vin, décrit comme « vin corsé, mais disponible en quantité modeste ». En 1744, Charles Thompson dit « Montalcino n’est pas un village très connu, exception faite pour le goût de ses vins ». 
Jusqu’à la seconde moitié du XIXe siècle, le vin le plus réputé de cette région était un vin blanc moelleux, appelé Moscadello di Montalcino. Le brunello est très récent, comparé à l'histoire millénaire du vin italien.
C'est dans les années 1870 que Ferruccio Biondi-Santi, jeune viticulteur, replante son cépage à partir d'une variété de vigne (sangiovese grosso) particulièrement résistante au phylloxéra.
Ferruccio Biondi-Santi cherche à s'éloigner des traditions locales, qui veulent des vins rouges jeunes, parfois pétillants, et s'impose un long vieillissement en fûts de chêne, suivi d'une nouvelle période de raffinage en bouteille. Ainsi, le premier millésime officiel de brunello date de 1888 ; il resterait encore cinq bouteilles de ce millésime.
Toutefois, le Brunello demeura pendant plusieurs décennies un vin connu et apprécié, mais produit en quantité très limités. En témoigne le fait que, dans l'édition de 1902 du « Guide vinicole de Toscane », les deux auteurs ne citent que trois producteurs de ce vin : Ferruccio Biondi Santi, Raffaello e Carlo Padelletti.
Les conflits du début du XXe siècle causèrent une décadence de la production viticole et très peu de producteurs continuèrent a produire le Brunello entre les deux guerres mondiales. La fin de la Seconde Guerre donna un nouvel élan à la vinification de ce vin et certains furent prévoyants  en se mettant d'accord autour des règles de production du Brunello de Montalcino.
À partir de 1950, la connaissance du Brunello de Montalcino ne cesse de s’accroître tant en Italie qu'à l'étranger.
En 1988, le président Francesco Cossiga a assisté à la célébration du 100e anniversaire de la création de ce vin.

## Caractéristiques organoleptiques
La dégustation de ce vin lui donne les caractéristiques suivantes
- Robe : rouge rubis intense, tendant au grenat avec le vieillissement
- Nez : parfum caractéristique et intense
- Bouche : sec, chaleureux, un peu tannique, robuste et harmonieux

## Gastronomie
La structure de ce vin se marie avec des plats complexes tels que les viandes rouges ou toute sorte de gibier, servis accompagnés de champignons et truffes. Par ailleurs, le Brunello de Montalcino s'avère un choix possible pour accompagner les fromages. Certains suggèrent de le servir avec :
- Stufato à la pavesane
- Pecorino toscan

## Millésimes
La qualité du vin, son potentiel de vieillissement et ses caractéristiques peuvent varier énormément entre différents millésimes. En particulier, les conditions climatiques pendant la floraison, la nouaison et la véraison constituent un facteur de grande importance, qui marquera en profondeur le produit final.
Parmi les meilleurs millésimes, on retient 1945, 1955, 1961, 1964, 1970, 1975, 1985, 1982, 1988, 1990, 1995, 1997, 2004, 2006 et 2010.